# Billardiera
Billardiera is een geslacht van kleine klimplanten en struiken uit de familie Pittosporaceae. De soorten zijn endemisch in Australië.
Het geslacht is vernoemd naar Jacques Julien Houtou de Labillardière.

## Soorten
- Billardiera coriacea Benth.
- Billardiera cymosa F.Muell.
- Billardiera drummondii (C.Morren) L.W.Cayzer & Crisp
- Billardiera floribunda (Putt.) F.Muell.
- Billardiera fraseri (Hook.) F.Muell.
- Billardiera fusiformis Labill.
- Billardiera heterophylla (Lindl.) L.W.Cayzer & Crisp
- Billardiera laxiflora (Benth.) E.M.Benn.
- Billardiera lehmanniana F.Muell.
- Billardiera longiflora Labill.
- Billardiera macrantha Hook.f.
- Billardiera mutabilis Salisb.
- Billardiera ovalis Lindl.
- Billardiera rubens L.W.Cayzer, Crisp & I.Telford
- Billardiera scandens Sm.
- Billardiera sericophora F.Muell.
- Billardiera speciosa (Endl.) F.Muell.
- Billardiera uniflora E.M.Benn.
- Billardiera variifolia DC.
- Billardiera venusta (Putt.) L.W.Cayzer & Crisp
- Billardiera versicolor F.Muell. ex Klatt